# Hélène Leune
Hélène Vitivilia Leune (Constantinople - Vitry-le-François, 18 mai 1940), également connue sous le nom de plume Lène Candilly, est une écrivaine française d'origine grecque, voyageuse, correspondante de guerre et infirmière décorée de la Croix-Rouge.

## Jeunesse
Hélène Vitivilia, grecque originaire de Constantinople,, étudie à la faculté d'histoire de la Sorbonne à Paris et obtient son diplôme en 1909. C'est probablement là qu'elle rencontre son futur mari, Jean Victor Charles Edmond Leune, diplômé de la même faculté en 1912. Le 7 février 1911, Vitivilia épouse Leune à Paris, à la mairie du 16e arrondissement de Paris. 
Hélène est une voyageuse intrépide tout au long de sa vie. Par exemple, elle visite Athènes et Kérassunde (Giresun) en Turquie en 1911,. 

## Carrière
Jean et Hélène Leune se rendent dans les Balkans où il est envoyé comme grand reporter pour le journal parisien L'Illustration pendant la première guerre des Balkans en 1912-1913. Elle y est correspondante de L'Illustration et du Figaro. Elle est citée dans des articles et des livres jusqu'en 1919 comme « Mme Leune », « Mme Jean Leune  », ou « Mme Hélène Leune ». Le couple arrive en Grèce à la mi-octobre 1912 pour couvrir la guerre imminente. Après avoir résidé temporairement à Athènes, ils quittent cette ville le 27 octobre pour Larissa pour suivre l'armée grecque. Après que l'armée grecque ait pris Thessalonique, Hélène et son mari partent pour Préveza pour suivre l'armée d'Épire. Les Leune arrivent à Préveza le 24 novembre 1912. 
Hélène est une amie et compatriote d'Eleftherios Venizelos. 
Hélène Leune sert comme infirmière bénévole à la Croix-Rouge en France pendant la Première Guerre mondiale. Elle arrive à Cambrai sur le front français le 6 août 1914, où elle travaille à l'hôpital de la rue Léon-Gambetta. Au début des hostilités, elle est faite prisonnière par les Allemands et détenue à Cambrai pendant cinq mois, après quoi elle est emmenée par Lille et Aix-la-Chapelle vers la Suisse, d'où elle revient en France. Elle livre son expérience dans Tels qu'ils sont. Notes d'une infirmière de la Croix-Rouge, publié en 1915. 
Elle accompagne son mari en Grèce une deuxième fois lorsqu'il est envoyé dans le Corps expéditionnaire d'Orient en tant que capitaine-pilote pendant la Première Guerre mondiale. Pendant ce temps, elle est infirmière dans les hôpitaux de Thessalonique et de Moudros. En reconnaissance de son grand dévouement au service dans ces hôpitaux, elle reçoit à la fois la Croix de guerre et la Médaille d'honneur du service de santé des armées,. Elle est attachée à la mission française en Serbie puis à Thessalonique. C'est là qu'elle donnera naissance à sa fille unique Irène (future épouse du Baron Alfred Testot-Ferry) le 21 janvier 1917.     
De retour en France, elle travaille pendant deux ans comme secrétaire du romancier français Paul Bourget apparemment entre 1919 et 1926. 
À partir de 1920, Hélène publie, donne des conférences sous le pseudonyme de Lène Candilly et écrit  également pour L'Illustration, Le Figaro et Le Gaulois,. 
Dans les années 1920 (jusqu'en 1928 au moins), elle promeut la France en tant que conférencière de l'Alliance Française dans des chapitres tant en France qu'à l'étranger. L'Alliance française l'envoie en mission en Grèce, en Turquie, en Serbie et en Roumanie. En février 1924, elle fait le voyage de Constanța, en Roumanie, jusqu'à Constantinople, Thessalonique et Pirée. 
En mai 1927, elle est envoyée en Grèce comme correspondante pour Le Figaro et Le Gaulois pour assister au festival Delphic, organisé sous le patronage du poète grec Angelos Sikelianos et de son épouse Eva Palmer-Sikelianos. À Delphes, elle assiste à des représentations de la tragédie Prométhée enchaîné et à des représentations de danses anciennes,,. 
Hélène Leune est de nouveau infirmière de la Croix-Rouge pendant la Seconde Guerre mondiale. En réponse à l'invasion allemande de la Pologne, la France déclare la guerre à l'Allemagne le 3 septembre 1939 et envahit son territoire occidental, la Sarre, par l'offensive de la Sarre. En septembre 1939, elle est affectée à un train sanitaire sur lequel elle travaille jusqu'au 15 mai 1940, date à laquelle elle est mutée à une nouvelle affectation avec les ambulances chirurgicales de Vitry-le-François (Marne). Le 10 mai 1940, l'Allemagne commence son invasion des Pays-Bas et de la France et elle meurt à Vitry-le-François lors du bombardement du 18 mai 1940. 